# Henry Prendergast Vereker
Henry Prendergast Vereker KCB fue un escritor y político británico del siglo XIX.

## Biografía
Henry Prendergast Vereker nació en 1823, cuarto hijo de John Pendergast Vereker, 3° vizconde Vort, y de su primera esposa, Maria O'Grady, hija de Lord Guillamore.
Afincado en el Estado de Rio Grande do Sul, en 1860 publicó un libro titulado The British shipmaster's hand book to Rio Grande do Sul.
En junio de 1861 se desempeñaba como cónsul honorario del Reino Unido en ese estado cuando las noticias del naufragio y saqueo del mercante británico Prince of Wales acaecido en las costas de Albardão, Río Grande del Sur, motivó su intervención. La comprobación del saqueo, sus sospechas de que los sobrevivientes del naufragio habían sido asesinados, la incapacidad de las autoridades locales para resolver el caso (que Vereker atribuía a connivencias con los saqueadores en algunos casos y a negligencia en otros) impulsaron al cónsul a elevar el caso al secretario de Asuntos Exteriores Earl Russell.
El caso, en el que tomaría luego en sus manos el representante británico en Río de Janeiro William Dougal Christie, se convertiría en uno de los incidentes que impulsó a la llamada Cuestión Christie, grave conflicto que llevó a la ruptura de relaciones diplomáticas entre el Imperio de Brasil y Gran Bretaña.
Ya de regreso en Europa, el 10 de febrero de 1866 casó con la irlandesa Louisa Elizabeth Mary Gosset con quien tuvo dos hijos: Henriqua Elizabeth Vereker (26 de febrero de 1868, Charente, Francia, 6 de enero de 1954, La Seyne, Francia) y el capitán de la artillería real Charles Granville Vereker (18 de septiembre de 1869, Francia, 17 de diciembre de 1947, Forest of Dean, Gloucestershire, Inglaterra) 
Falleció el 22 de marzo de 1904 en Binstead, Isla de Wight, Hampshire, Inglaterra.